# Maximum Conviction
Maximum Conviction è un film direct-to-video statunitense del 2012 diretto da Keoni Waxman, e prodotto da Steven Seagal. Il film è interpretato da Steven Seagal e Steve Austin.

## Trama
Dovrebbe essere una giornata di lavoro facile per Cross e il suo partner Manning. Loro e il loro gruppo sono stati assunti per sovrintendere e orchestrare lo smantellamento di una struttura penale militare segreta e organizzare il trasporto dei detenuti nella loro nuova prigione civile.
Cross mostra chi comanda nella fase iniziale picchiando un grosso detenuto che esce dalla linea, mentre Manning ha il compito di gestire la struttura dell'immondizia della prigione. La giornata peggiora quando viene trovato un biglietto arrotolato che è stato lasciato cadere accidentalmente da una guardia, specificando tempi e luoghi per un attacco alla struttura.
Cross, sulla via del ritorno alla prigione dopo aver svolto una commissione, e Manning, ancora alle prese con quella struttura di immondizia, sono improvvisamente coinvolti in una situazione di appiglio mentre Chris Blake e i suoi mercenari, fingendosi marescialli, prendono il controllo del complesso.
Blake e i suoi uomini stanno cercando i due nuovi detenuti - le giovani Samantha Mendez e Charlotte Walker - per i loro scopi. Blake vuole le informazioni che si trovano in un impianto impiantato all'interno del corpo di Samantha, che è un corriere della CIA, perché potrebbe portare a molti soldi per Blake, e si scopre che Charlotte sta lavorando per Blake. Spetta a Cross, Manning e alla loro squadra fermare Blake e i suoi uomini.
MP Fields si rivela un traditore e uccide due degli altri. Blake taglia il dito del direttore Samuel per costringerlo a sapere dove sono i detenuti. Manning viene attaccato Collins e la sua squadra. Riesce a ucciderne due e fuggire dalla zona. Cross torna nel complesso e uccide due degli uomini di Blake. Blake tiene in ostaggio il direttore Samuels, costringendolo a fare qualsiasi cosa in modo che Blake possa raggiungere Charlotte. Più tardi Charlotte scappa perché vuole essere pagata. Alla fine entrambe le parti si incontrano. Blake pensa di aver sconfitto Cross e Manning e poi fugge dalla scena, con Cross che lo insegue. Manning raggiunge Collins e lo uccide impalandolo su una panchina. Samantha uccide Charlotte, mentre i resti dei mercenari di Blake, incluso MP Fields, vengono uccisi da Bradley e gli altri. Cross e Blake si scambiano colpi di arma da fuoco finché entrambi non finiscono le munizioni. Blake tenta di colpire Cross solo per essere picchiato e gravemente ferito. Cross gli parla di essere un guerriero in cui Blake risponde "beh, sono io il fottuto cattivo". Cross dice che è il bravo ragazzo e poi lancia Blake nei cavi del laser, uccidendolo. Si riunisce con Samantha e Manning. Scherza dicendo che "non è finita finché non siamo morti".